# Kloster Pilis
Das Kloster Pilis (Pilisium) ist eine ehemalige Zisterzienserabtei nordwestlich von Budapest beim Dorf Pilisszentkereszt, das in den Wäldern des Pilis, Komitat Pest in Ungarn liegt.

## Geschichte
Das Kloster wurde 1184 vom ungarischen König Bela III. an der Stelle eines älteren Benediktinerklosters, dessen Gebäude übernommen wurden, gestiftet und von Kloster Acey in Burgund aus der Filiation der Primarabtei Clairvaux besiedelt. Das bestehende Dorf wurde dabei abgesiedelt. Das im 13. Jahrhundert aufblühende Kloster verfügte über Zolleinnahmen im heutigen Bratislava (Pressburg) und in Győr (Raab). Es betrieb auch Erzverhüttung. Die Kirche wurde um 1233 geweiht. In Pilis wurde die 1213 ermordete Königin Gertrud beigesetzt. Im Tatareneinfall von 1241/1242 wurde das Kloster verwüstet. 1356 wurde ein Abt aus Stift Heiligenkreuz entsandt. Nach der ungarischen Niederlage gegen die Türken wurde das Kloster 1526 geplündert und fand sein Ende. Die Steine wurden für den Ausbau der Festung Esztergom verwendet. Noch bis in das 20. Jahrhundert diente das Kloster als Steinbruch. 1712 wurde das Hofgut wiederhergestellt, aber nicht das Kloster. Gleichzeitig entstand neben dem Kloster das Dorf Pilisszentkereszt. Nach 1814 erfolgte die rechtliche Vereinigung mit Kloster Zirc. Ab 1913 fanden erste Ausgrabungen statt, jedoch wurden die Grundmauern des Klosters erst ab 1967 freigelegt.

## Bauten und Anlage
Die dreischiffige Kirche der mittelalterlichen Anlage lag im Norden, war geostet und fast 57 m lang. Sie wies an den Querarmen je zwei Seitenkapellen auf. Der Kreuzgang schloss sich südlich an, um den die Konventsgebäude lagen. Nördlich lagen vier Höfe und das Torhaus.